# 爱德华·阿尔伯特·沙逊
爱德华·阿尔伯特·沙逊（Sir Edward Albert Sassoon, 2nd Baronet，1856年6月20日—1912年5月24日），英国商人和政治家。他出生于印度孟买，是阿尔伯特·大卫·沙逊 (1818-1896)和Hannah Moise夫妇生存下来的长子。
爱德华·阿尔伯特·沙逊毕业于伦敦大学。1887年，爱德华·阿尔伯特·沙逊迎娶古斯塔夫·罗斯柴尔德的女儿艾琳·卡洛琳·罗斯柴尔德（1865-1909年）。他们有2个孩子：儿子菲利普·沙逊和女儿西比尔·沙逊。
1899年3月，爱德华·阿尔伯特·沙逊被选为肯特郡海斯（Hythe）的自由统一党下议院议员。他活跃于犹太人社团事务，担任伦敦犹太研究学会和英犹协会的副会长。
1896年，他父亲阿尔伯特·大卫·沙逊去世后，他继承了从男爵爵位。 
1912年，爱德华·阿尔伯特·沙逊去世，年55岁。他的尸体安葬在布莱顿住所后面的印度风格的家族墓地中。沙逊家族墓地由其父亲阿尔伯特·大卫·沙逊建于1876年。不过，自1933年后没有再举行葬礼，出售先后作为家具店、油漆店、餐馆、酒吧舞厅。2006年，这幢建筑再次被出售成为私人俱乐部。